# Ангельрода
Ангельрода (нем. Angelroda) — община в Германии, в земле Тюрингия.
Входит в состав района Ильм. Подчиняется управлению Гераталь.  Население составляет 401 человек (на 31 декабря 2010 года). Занимает площадь 4,94 км².

## Фотографии

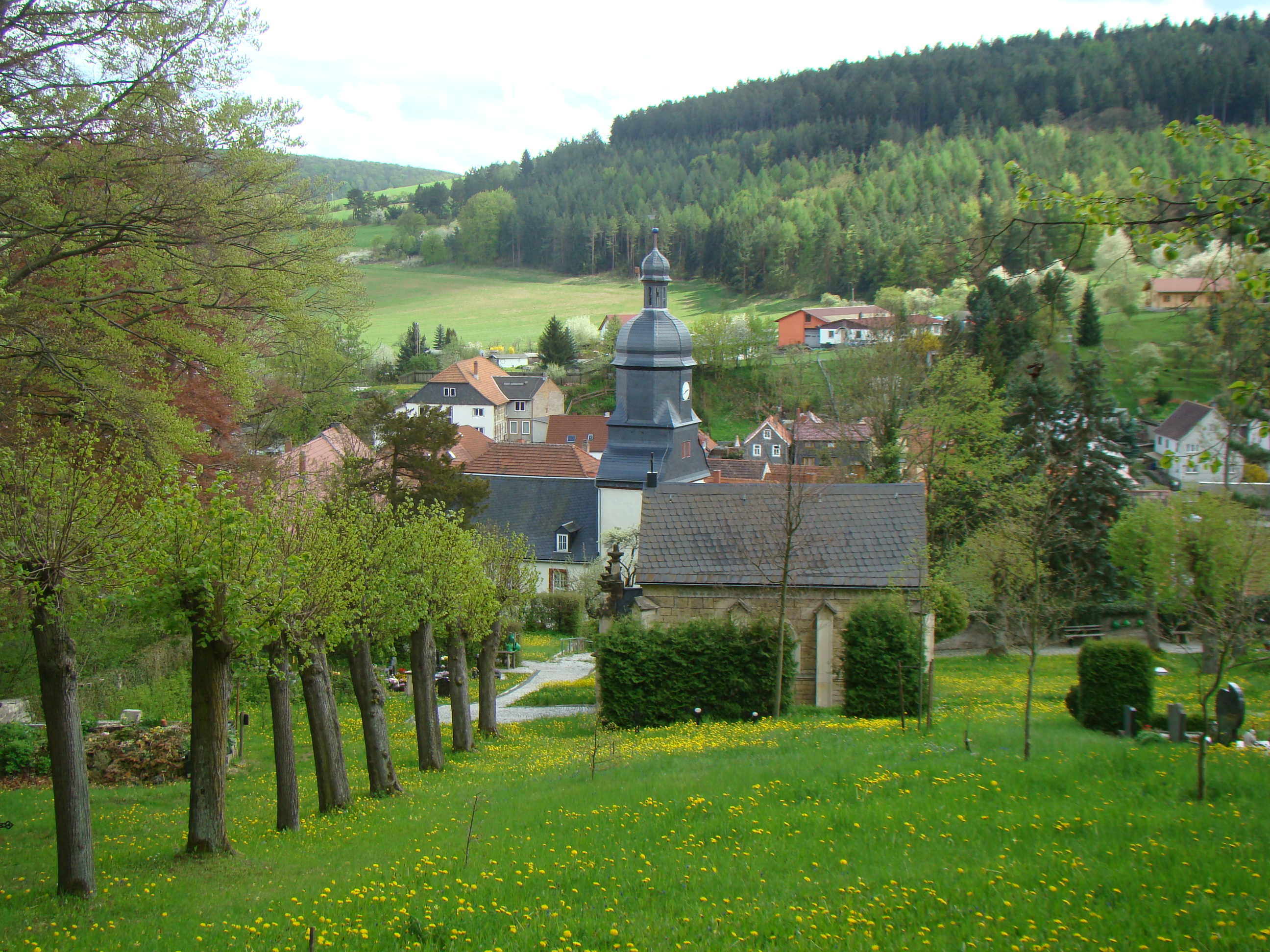
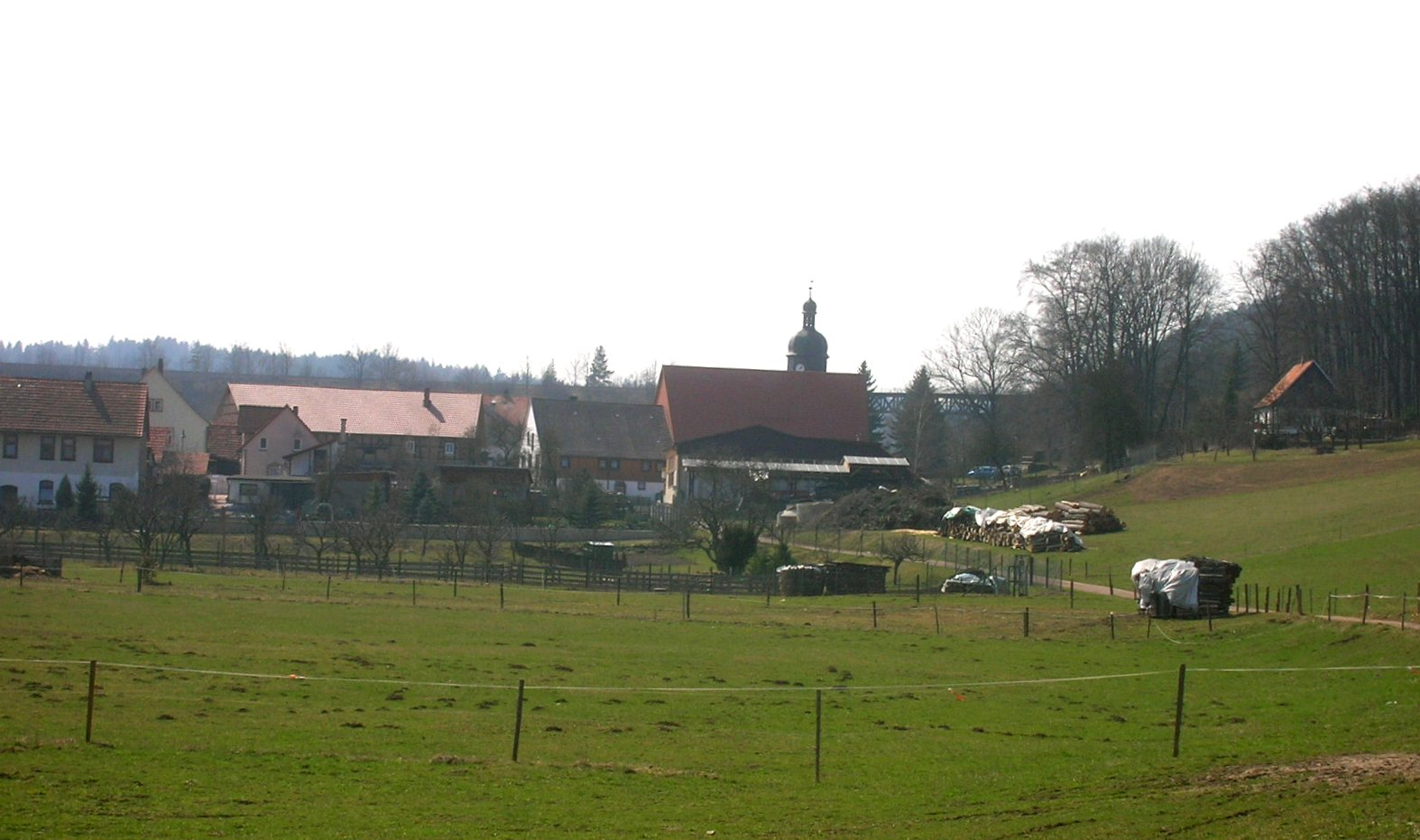
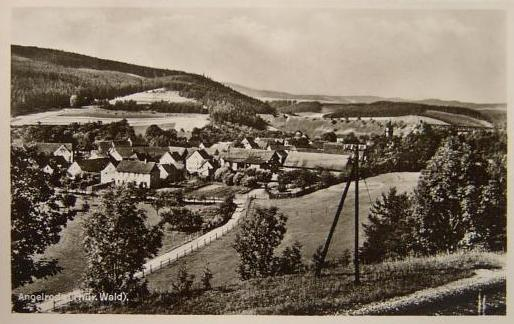
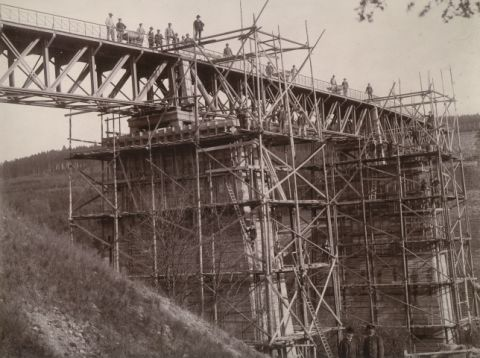
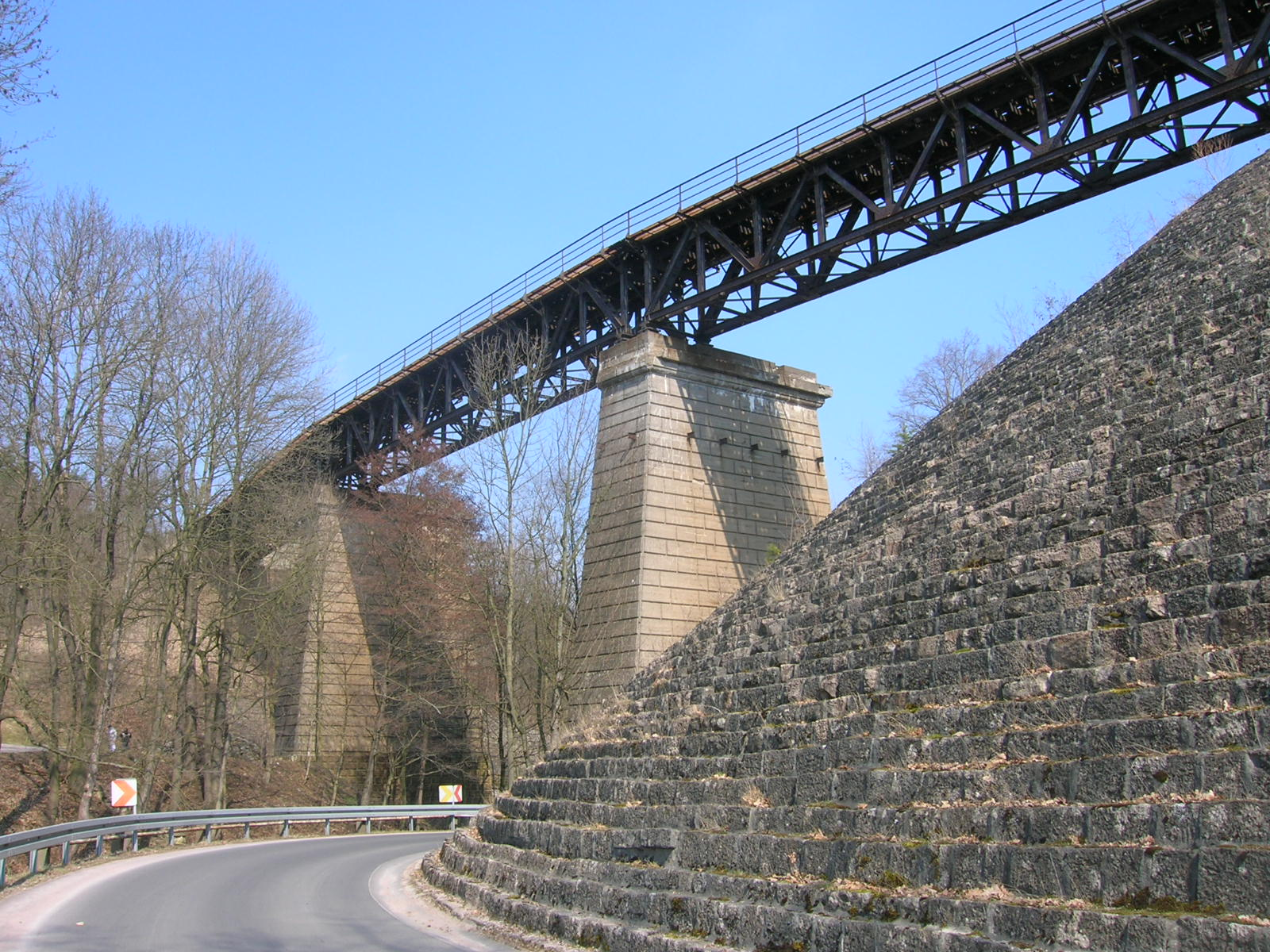